# IW engine
IW engine – silnik gry stworzony przez Infinity Ward, wykorzystywany w serii Call of Duty. Silnik jest oparty na id Tech 3, który był używany w pierwszej części Call of Duty. Pomimo że silnik bazuje na przestarzałych silnikach to IW engine został odpowiednio zmodyfikowany i dodano techniczne dodatki graficzne i użyto go w Call of Duty 4: Modern Warfare, dzięki czemu uważany jest za jeden z najlepszych silników tego pokolenia według serwisu IGN, mimo że jest bardzo słaby w porównaniu do współczesnych silników takich jak CryEngine 2.
IW engine został użyty po raz pierwszy w 2005 roku w grze Call of Duty 2 zgodnie z licencją zamkniętego oprogramowania. Silnik nie miał swojej oficjalnej nazwy do czasu Electronic Entertainment Expo w 2009 roku, kiedy to IGN ujawniło, że Call of Duty: Modern Warfare 2 będzie korzystało z "IW 4.0 engine".
Nowa wersja silnika została ponownie użyta w Call of Duty 4: Modern Warfare. Ulepszoną wersję silnika wykorzystywało studio Treyarch w ich części Call of Duty oraz w Quantum of Solace.
Duże zmiany zaczął przechodzić podczas produkcji Call of Duty: Black Ops II, kiedy to zdecydowano użyć bibliotek Directx 11. Głównym zadaniem było przebudowanie oświetlenia w grze. Kolejne zmiany zaszły wraz z grą Call of Duty: Ghosts, gdzie prócz oświetlenia dodano teselację, metodę SubD i kilka innych.

## Gry
- Call of Duty 2 (2005)
- Call of Duty 4: Modern Warfare (2007)
- Call of Duty: World at War (2008)
- Quantum of Solace (2008)
- Call of Duty: Modern Warfare 2 (2009)
- Call of Duty: Black Ops (2010)
- Call of Duty: Modern Warfare 3 (2011)
- Call of Duty: Black Ops II (2012)
- Call of Duty: Ghosts (2013)
- Call of Duty: Black Ops III (2015)[6]
- Call of Duty: Infinite Warfare (2016)
- Call of Duty: Black Ops 4 (2018)
- Call of Duty: Vanguard (2021)